# مالك بن طوق
مالك بن طوق التغلبي، أحد ولاة الموصل الذين حكموها للسنوات 214هـ/829م، 215هـ/830م.

## نسبه
وهو مالك بن طوق بن مالك بن عتاب بن عبد الله بن زافر بن شريح بن مرة بن عبد الله بن عمرو بن كلثوم بن مالك بن عتاب بن سعد بن زهير بن جشم ابن بكر بن حبيب بن غنم بن تغلب بن وائل. يعود مالك بن طوق في نسبه إلى قبيلة تغلب التي يعود نسبها إلى وائل بن قاسط بن هنب بن أقصى بن دعمي بن جديلة بن أسد بن ربيعة بن نزار بن معد بن عدنان. ولقبيلة تغلب شهرة وكثرة فقد كانوا أصحاب حروث ومواشي، فضلاً عن أنهم كانوا ملاحين فكانت تجارة السفن تدر عليهم المال، وتجلب لهم السلطان، ومن معلقة عمرو بن كلثوم إشارة هامة عن ذلك إذ يقول:

## قبيلته

ديار ربيعة شمال غرب العراق، وقاد قبيلة تغلب لسكناها سيدهم علقمة بن سيف التغلبي

ديار قبيلة تغلب التاريخية في العراق بمحاذاة نهر الفرات

قبيلة تغلب هي من أكبر القبائل عدة وعددا، واعتنقت النصرانية لاتصالها بالروم، وقد وقفت قبيلة تغلب إلى جانب جيش التحرير العربي الإسلامي عند فتح الموصل وتكريت، كما كان لأبناء هذه القبيلة دور بارز في أحداث التاريخ العربي الإسلامي اللاحق. وقد حظيت أسرة مالك بن طوق بمكانة مهمة في العصر العباسي الأول، وبرز منهم رجال كانوا من ذوي الكفاءة الإدارية والعسكرية، فوالده طوق بن مالك كان له دور في قتال الخوارج ففي سنة 191هـ/806م كلفه الخليفة هارون الرشيد بقتال أحد زعماء الخوارج في تلك الحقبة التاريخية، وهو ثروان بن سيف بناحية حولايا، وقد تنقل الأخير في السواد، فتوجه إليه طوق بن مالك، فهزمه وجرحه وقتل أصحابه. ويبدو أن طوق بن مالك كان يتقلد أحد المناصب العسكرية والإدارية في زمن الخليفة المأمون وبعدها عزل عنها، أما مالك بن طوق فقد أشارت المصادر التاريخية إلى أنه كان أحد قواد الخليفة هارون الرشيد، ولم تشر إلى المهام التي أسندت إليه أو الأعمال التي أنجزها عندما كان في منصبه. ويبدو من خلال ما وصلنا من أشعار الشاعرين الكبيرين أبي تمام، والبحتري التي مدحا فيها مالك بن طوق أن الأخير كانت له عدداً من الوقائع العسكرية وانتصر فيها.

## صفاته التي إشتهر بها
وتميز مالك بن طوق بكرمه الكبير ونبله، وكان من الفرسان الاجواد، وكان له كما ذكرت المصادر التاريخية، لب، ووقار وحشمة، كما أشارت المصادر إلى أعمال البر والخير التي كان يقوم بها فكان ينادي على باب داره بالخضراء بعد المغرب (الإفطار يرحمكم الله) وكانت الأبواب مفتوحة يدخلها الناس. وقد وصف عدداً من الشعراء الكبار أمثال أبي تمام والبحتري كرم هذا الوالي، ومما قاله البحتري في مدحه:

## ولايته على الموصل
أما ولاية مالك بن طوق على الموصل فقد اتسمت المعلومات عنه بندرتها، وعلى الرغم من المصادر التاريخية أشارت إلى ولايته لأكثر من مدينة، مثل الموصل ودمشق والأردن، إلا أن تلك المصادر لم تزودنا بمعلومات عن ماهية الأعمال التي قام بها طوق بن مالك خلال فترة ولايته على تلك المدن، مثل سياسته الإدارية وأعماله الاقتصادية أو العمرانية...الخ. ومن ذلك على سبيل المثال: فان الازدي في كتابه تأريخ الموصل، اقتصر على ذكر السنوات الثلاث المتتالية التي كان فيها مالك والياً على الموصل، وذكر اسم الخليفة الذي ولاه إياها، فقال في أحداث سنة 214 هـ: «ومن ولاة الموصل للمأمون مالك بن طوق»، وقال في موضع آخر في نفس السنة، «وعلى صلاة الموصل وحربها مالك ابن طوق»، أي أن مالك بن طوق أصبح مسؤولا عن السلطة الإدارية والعسكرية في هذه المدينة. وفي أحداث سنة 215 هـ نلاحظ أن الازدي لم يكن متأكدًا فيما إذا كان مالك بن طوق واليًا على الموصل أم غيره، وكذلك الحال في سنة 216 هـ قال «إن الوالي على الموصل وأعمالها أما مالك بن طوق أو صاحب بن صالح». ولم تقتصر ولاية مالك بن طوق على الموصل بل تولى إمرة دمشق والأردن وذلك في عهد الخليفة العباسي المتوكل (232-247هـ/847-861م).

## رحبة مالك بن طوق
واشتهر مالك بن طوق أيضا ببناء مدينة الرحبة والتي تسمى (رحبة مالك بن طوق) وكان الخليفة هارون الرشيد (170-193هـ/786-809م) قد طلب من مالك بن طوق ان يسأله حاجة بعد أن كان للأخير موقفاً نال استحسان ورضا الخليفة، فطلب منه أرضاً يبنيها وتنسب إليه، وفعلاً لبى الخليفة طلبه وأرسل إليه الرجال والأموال فبنى المدينة. ولما اكتمل بناء المدينة وعمارتها واستقرت فيها الأحوال لمالك بن طوق وتحول إليها.

## ولايته على دمشق و الأردن
ولي إمرة دمشق والأردن في ولاية الواثق ثم في ولاية المتوكل وقدم عليه أبو تمام (حبيب بن أوس الطائي الشاعر المشهور) وامتدحه بدمشق، حكى عنه أبو تمام الطائي وأبو عبد الله نوح بن عمرو بن حوي السكسكي قرأت بخط أبي الحسين الرازي حدثني بكر بن عبد الله قال قال علي بن حرب وفي سنة اثنتين وثلاثين ولي مالك بن طوق دمشق وفيها مات الواثق بالله وولي المتوكل الخلافة ومالك بن طوق التغلبي أمير على جندي دمشق والأردن، فأقره المتوكل عليه مدة ثم عزله.

## سببَ أمرهِ بقتلْ دعبل الخزاعي
لقد اسرف دعبل الخزاعي في هجاء الناس فكان حتفه على يد أحد مهجويه، ومن الملفت للنظر أنه قد تعرض في شعره لخلفاء كثيرين، كما سبق الا انه نهايته كانت على يد من كان اقل منهم مكانة وسلطانا. فقد قصد دعبل يوما ما مالك بن طوق ومدحه، فلم يرض ثوابه، فخرج عنه وقال فيه:
وهجاه في ابيات أخرى غيرها بقبح لسانه. وبلغت الأبيات مالكا، فطلبه فهرب، فأتى البصرة وعليها اسحاق بن العباس بن محمد بن علي بن عبد الله بن العباس بن عبدالمطلب وقد كان بلغه هجاء دعبل وعبد الله بن أبي عيينة نزارا، فأما ابن عيينة هرب منه فلم يظهر بالبصرة طول أيامه، وأما دعبل فانه حين دخل البصرة بعث اليه مالك فقبض عليه ودعا بالنطع والسيف ليضرب عنقه، فجحد القصيدة وحلف عليها بالطلاق ثلاثا وبكل يمين تبرئ من الدين انه لم يقلها, وان عدوا له، قالها ونسبها اليه ليغرى بدمه, وجعل يتضرع اليه، ويبكي بين يديه, فرق له وقال: اما إذ أعفيتك من القتل فلا بد من أن أشهرك. ثم دعا له بالعصا فضرب بها حتى سلح، وامر به فألقي على قفاه وفتح فمه، فرد سلحه فيه!! والمقارع تأخذ رجليه وهو يحلف ألا يكف عنه حتى يستوفيه ويبلعه أو يقتله، فما رفعت عنه حتى بلع سلحه كله! ثم خلاه، فهرب إلى الأهواز.
فبعث مالك بن طوق رجلا حصيفا مقداما أعطاه سما وأمره أن يغتاله كيف شاء، وأعطاه على ذلك عشرة آلاف درهم، فلم يزل الرجل يطلبه حتى وجده في قرية من نواحي السوس، فأغتاله في وقت من الأوقات بعد الصلاة العتمة، إذ ضرب ظهر قدمه بعكاز مسموم فمات من الغد، ودفن بتلك القرية في سنة 220 هـ.

## وفاته
وكانت وفاة مالك بن طوق في سنة (260هـ/873م).